# Platylabus bobadillai
Platylabus bobadillai är en stekelart som beskrevs av Porter 1986. Platylabus bobadillai ingår i släktet Platylabus och familjen brokparasitsteklar. Inga underarter finns listade i Catalogue of Life.